# Jaulnay
Jaulnay település Franciaországban, Indre-et-Loire megyében. Lakosainak száma 244 fő (2022. január 1.). Jaulnay Braslou, Faye-la-Vineuse, Luzé, Marigny-Marmande, Razines, Mondion, Saint-Christophe és Saint-Gervais-les-Trois-Clochers községekkel határos.

## Népesség
A település népességének változása:
| Lakosok száma | 369  | 270  | 290  | 251  | 256  | 257  | 258  | 253  | 249  | 244  |
|               | 1968 | 1982 | 1990 | 2006 | 2013 | 2015 | 2017 | 2019 | 2020 | 2022 |